# Elmo Williams
James Elmo Williams (30 de abril de 1913 - 25 de noviembre de 2015) fue editor, productor, director y ejecutivo de televisión estadounidense. Muy reconocido por su trabajo en la película High Noon (1952). Para High Noon, ganó el Oscar por el montaje de películas. En 2006 publicó las memorias de Elmo Williams: Una memoria de Hollywood. Tiene muchos logros por su trabajo de edición de películas.
Williams nació en Lone Wolf, Oklahoma. En 1940, se casó con Lorraine Williams que murió en agosto de 2004. Adoptaron dos hijas y un hijo. Cumplió 100 años en abril de 2013. Murió el 25 de noviembre de 2015 en Brookings, Oregon, a la edad de 102 años.